# 쇠데르셰핑시

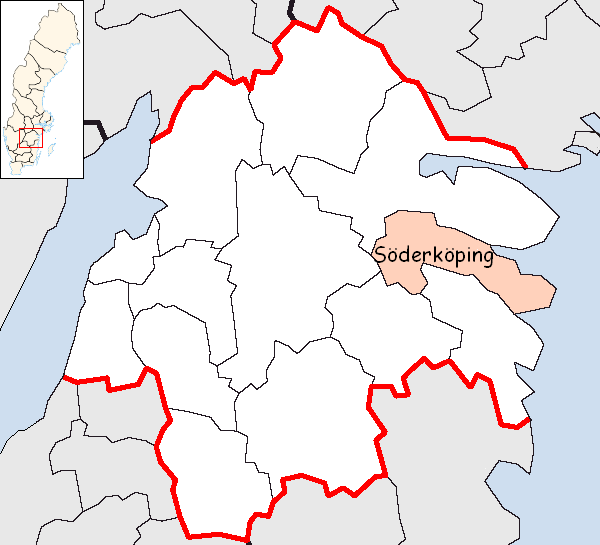
쇠데르셰핑 시의 위치

쇠데르셰핑시(스웨덴어: Söderköpings kommun)는 스웨덴 외스테르예틀란드주에 위치한 지방 자치체로 행정 중심지는 쇠데르셰핑이며 면적은 1,325.18km2, 인구는 14,402명(2016년 12월 31일 기준), 인구 밀도는 11명/km2이다.

시 문장